# Kreuzer (monnaie)

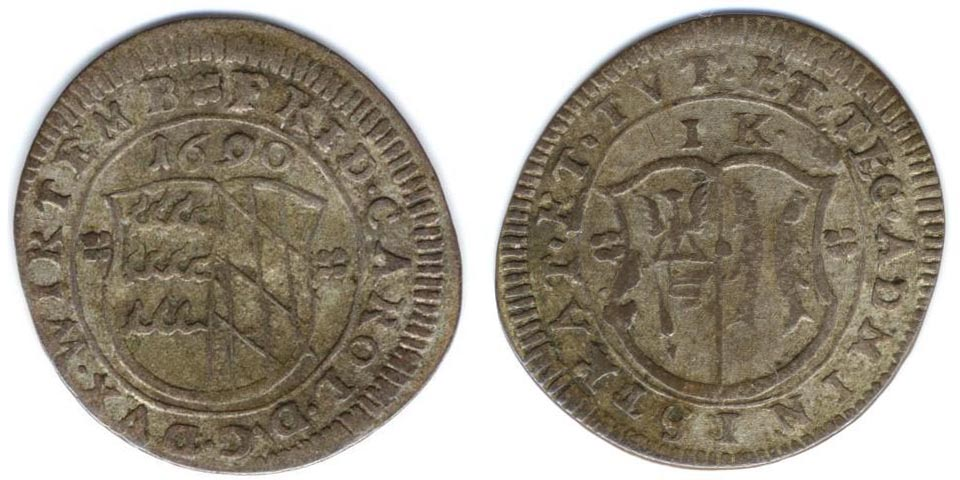
Pièce de 1 kreuzer de Friedrich-Karl de Wurtemberg (1690).

Le kreuzer (kreutzer, creuzer, kruch, ou cruche, avec une majuscule initiale en langue allemande) est une ancienne unité monétaire ayant eu cours en Europe, en particulier dans certains États du Saint-Empire romain germanique, notamment au Tyrol du Sud à son apogée économique. Il disparaît au moment des grandes réformes monétaires allemandes et austro-hongroises de la fin du XIXe siècle.

## Étymologie
Le kreuzer tire son origine du moyen haut-allemand kriuzære ou kriuzer nommé d'après la double croix représentée sur l'avers de la pièce. Kriuz au singulier correspond simplement à une croix, "Kreuz" en allemand ou hoch deutsch. La vieille dénomination au singulier, parfois préférée, nettement moins ambiguë que celle de Kriuzer/Kreuzer "porteur de croix, croisé etc.", a évolué de Kriuz en Krutz ou Kruch. 
Dans les régions romanophones où cette pièce était utilisée, elle était appelée cruche et s'abrège cr. Dans les régions germanophones, l'abréviation peut prendre différentes formes : kr., K. ou Xr., voire aussi cr. dans certains cantons suisses où il est orthographié creuzer.
Le grand-duché de Toscane frappe des crazie (au singulier, crazia) équivalant à 5 quattrini, de la fin du XVIe siècle à 1859.

## Premières frappes
En 1559, un taux de change de 60 kreuzer pour 1 gulden fut proposé pour le Saint-Empire romain mais seuls les États du sud s'y rallièrent, ceux du nord préférant conserver le groschen. La valeur unitaire du kreuzer fut fixée à 4,2 pfennig (Pf.), ce qui portait le gulden (ou florin d'or) à 252 Pf. Plus tard, le florin fut ramené à 240 Pf pour un taux inchangé de 60 cr.
Le kreuzer se présentait à l'origine comme une pièce d'argent, qui, au cours de son histoire, voit son titrage considérablement baisser. Au début du XIXe siècle, la pièce de 1 cr est une simple monnaie de cuivre. Elle a également été l'unité monétaire de plusieurs cantons suisses, de la Tchécoslovaquie, du Liechtenstein, de la Pologne, de la Roumanie, et en Alsace avant son rattachement à la France.

## Konventionstaler

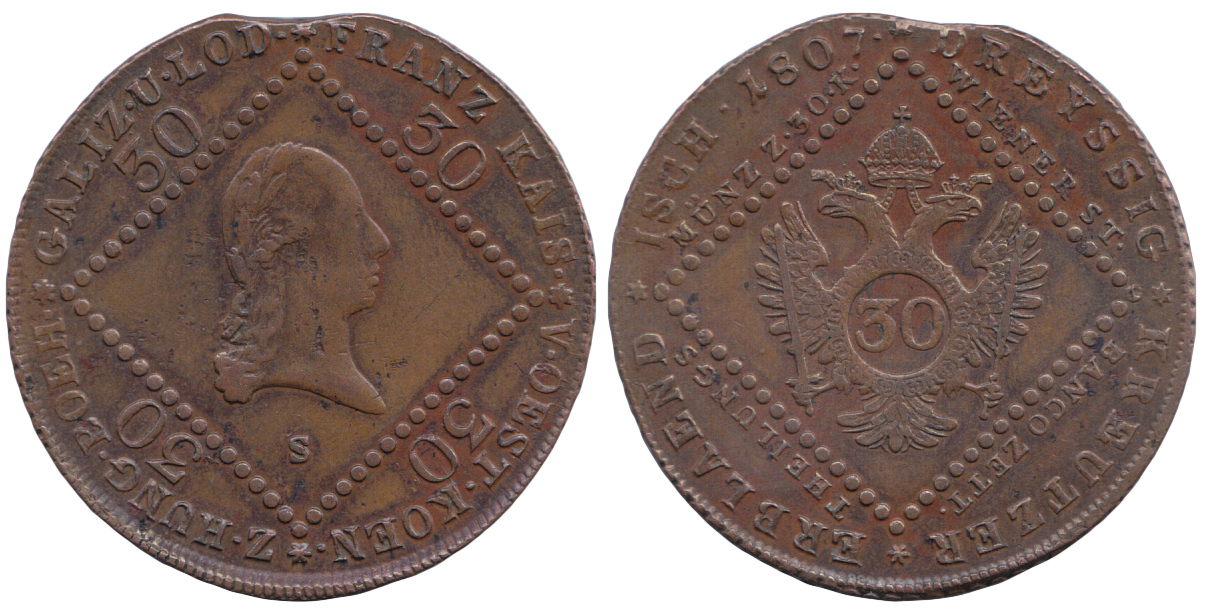
30 Kreutzers, Empire d'Autriche, empereur François I, 1807. Cuivre.

En 1754, le Saint-Empire adopte comme unité référentielle pour ses échanges le thaler, une pièce d'argent pesant 23,39 g d'argent fin. Deux types de kreuzer circulent alors : le Konventionskreuzer égale à 1/120e de thaler, utilisé dans tout l'Empire austro-hongrois, et le kreuzer adopté par les États du sud de l'Allemagne, égale à 1/144e de thaler, et donc d'une valeur moindre.

## Allemagne
En 1873, à la suite de l'unification de l'Allemagne et de l'adoption du système décimal, le kreuzer disparaît.

## Autriche-Hongrie
L'Empire austro-hongrois adopte le système décimal en 1857 avec 100 kreuzer pour 1 gulden (c'est-à-dire florin autrichien ou forint hongrois). La réforme de 1892 remplace le kreuzer par le heller (100 heller équivalent 1 couronne).

## Suisse
Différents cantons helvétiques adoptent le kreuzer (abrégé « kr. »). Le quart de kreutzer se nomme angster. Cette petite monnaie est abandonnée lors de l'introduction de la monnaie fédérale en 1850. Il est à cette époque aligné sur le batz qui vaut 4 kreuzer, puis sur le franc suisse, avec comme taux, 1 kr. = 2,5 centimes ou rappen.

## France - La Réunion
Au XIXe siècle, le richissime planteur et industriel réunionnais Gabriel Le Coat de Kerveguen, importe sur l'île des 220 000 kreuzers démonétisés, et en fait une monnaie locale qui sera utilisée pendant une vingtaine d'années sous le nom de Kerveguen. Ils seront utilisés pour rémunérer les travailleurs des plantations et des usines (anciens esclaves affranchis par l'abolition de 1848, et nouveaux engagés venus travailler à La Réunion).